# Близько до критичного
««Близько до критичного» (англ. «Close to Critical») — науково-фантастичний роман американського письменника Хола Клемента. Роман був вперше виданий у трьох частинах і опублікований у журналі «Аналог» (англ. «Astounding Science Fiction») 1958 року. Перша публікація книги у твердій палітурці відбулася в липні 1964 року.

## Обставини
Обертаючись по орбіті навколо зірки Альтаїр, Тенебра є прикладом одного з «пекельних світів» Гола Клемента. Маса Тенебри в 27 разів більша за Землю, а діаметр втричі більший за діаметр Землі (38 226 кілометрів; 23 746 миль), крім того, планета має втричі більше земного тяжіння на своїй поверхні (29,43 метра в секунду в секунду; 96,6 футів в секунду в секунду), що дає Тенебрі можливість обертатися зі швидкістю 33,558 кілометрів на секунду (майже 21 миля на секунду). Клемент також описує, що планета обертається навколо своєї осі дещо менше, ніж за чотири земні дні.
Тенебра має атмосферу, яка «складається з води, збагаченої киснем і оксидами сірки». На поверхні температура наближається до критичної точки води (температура = 374 за Цельсієм; 705 за Фаренгейтом; тиск = 22,1 мегаПа; 217,755 атмосфер), що вночі атмосфера починає конденсуватися до рідкого стану і випадає у вигляді крапель дощу шириною від 9 до 15 метрів (30-50 футів). Очікувана густина приземної атмосфери становить близько 322 кілограми на кубічний метр (порівняно з 1,2 кілограма на кубічний метр на рівні моря на Землі). Але краплі дощу спускаються повільно, навіть під дією жорсткої гравітації Тенебри.
Це останнє твердження вимагає, як стверджує Клемент у творі, щоб поверхневий тиск на Тенебрі становив 800 атмосфер, а не 218. За тиску 800 атмосфер поверхнева атмосфера з вмістом розчиненого кисню та оксидів сірки стискається до щільності, дещо меншої за щільність рідкої води (1182 кілограми на кубічний метр). Лише коли густина повітря на планеті буде трохи меншою за щільність рідкої води, краплі дощу опускатимуться повільно; інакше вони впали б, як метеори, і унеможливили б життя на Тенебрі.
Але на Тенебрі життя можливе. Хоча Клемент не говорить про це явно, рослини Тенебри не використовують фотосинтез . Оптична глибина атмосфери занадто велика, щоб достатньо світла Альтаїра досягло землі. Натомість заводи Tenebra використовують хемосинтез, заснований на перетворенні оксидів сірки. Процес дуже схожий на той, який використовують автотрофи, що живуть у гідротермальних джерелах і навколо них, відомих як чорні курці на дні океанів Землі. Рясне ультрафіолетове випромінювання Альтаїра, що вражає верхню частину атмосфери Тенебри, відновлює баланс між різними оксидами сірки.
Оскільки атмосфера Тенебри містить велику кількість сірки, озера та невеликі океани планети наповнені сірчаною кислотою. Протягом циклу дня і ночі озера й океани підіймаються й опускаються, як припливи в затоці Фанді, завдяки рясним нічним дощам і легкому випаровуванню рідкої води (її теплота випаровування близька до нуля в умовах Тенебран). Постійні припливи та відпливи гарячої сірчаної кислоти під тиском послаблюють кору планети, що призводить до частих землетрусів і незначних змін у ландшафті.
Протягом двох десятиліть люди спостерігали за цим світом із космічної станції Віндеміятрикс, яка обертається навколо Теебри на синхронній орбіті з періодом трохи менше за 96 годин.

## Стислий зміст сюжету
Сюжет роману починається з того, що дослідники-люди відправили напівавтономного робота на поверхню Тенебри. Робот опускався на ракетних прискорювачах до тих пір, поки атмосферний тиск не перевищував тиск у камерах згоряння ракет. Замість того, щоб генерувати тягу, ракети почали перегріватися та плавитися, тому диспетчери відключили двигуни, і робот завершив спуск під парашутом.
Після адаптації до темного світу під густими хмарами Тенебри робот вирушив досліджувати. Після кількох місяців картографування території та спостереження за рослинами та тваринами робот зустрів розумного тубільця. Істота нагадувала дуже велику ялинову шишку, покриту лускою, з чотирма парами кінцівок; нижня пара використовувалася для ходьби, наступна пара, мабуть, не використовувалася взагалі, а дві верхні пари використовувалися для хватання (використовувались як руки та кисті). Набір колючок, що стирчали з верхівки істоти, слугував очима без лінз, максимально використовуючи тонкий потік фотонів, що просочуються з неба.
Непомічений тубільцем, робот пішов за ним, викрав десять його яєць і гарний вибір кам’яних ножів, які істота поставила в мін-пастках, а потім забрав свою здобич далеко від печер, у яких жила істота та її клан.
Через шістнадцять років Нік Чоппер утікає. Намагаючись уникнути людей, які, як він впевнений, стежать за ним, він повертається до маленького села на вершині пагорба з хатинками, які він ділить зі своїми дев’ятьма братами та сестрами та роботом, якого тепер називають Фейгіном (відсилання до персонажа роману Чарльза Діккенса «Олівер Твіст»). Він повідомляє, що коли він наносив на карту якусь нову територію, то вперше зіткнувся з такими ж істотами, як він сам. Він пробув у них досить довго, щоб трохи вивчити їхню мову. Через дипломатичну помилку Нік робить ворогом вождя народу, дев'ятифутового велетня, ім'я якого перекладається як Стрижкий. Побоюючись, що Свіфт має намір привести своїх воїнів до їхнього села, щоб вбити його та його братів і сестер, Нік уперше наважується подорожувати вночі, використовуючи палаючі палиці (вогонь на Тенебрі не створює полум’я, а лише світить яскраво-жовтим... апельсин зі свіжих вуглинок), щоб освітлювати йому шлях і відбиватися від крапель дощу, які могли б збити його з ладу, якби одна огорнула його.
Перш ніж Нік, за вказівками Фейгіна, зможе повернутися стежкою, щоб перехопити Свіфта та укласти мир, Свіфт і його воїни прибувають і атакують село. Використовуючи вогонь як зброю, Ніку та його братам і сестрам вдається вивести Свіфта та його воїнів у глухий кут. Щоб уникнути подальшого насильства, Фейгін повертається зі Свіфтом у своє печерне село, а Нік і його брати й сестри готуються покинути своє село, щоб знайти безпечніше місце для проживання.
Тим часом на борту космічної станції Віндеміятрикс, доктора Гелвена Редера, нинішнього голосу Фейгіна, переривають Аміндебарлі, посол з Дромма, планети Ета Кассіопеї (19,42 світлових років від Сонця, 21,92 світлових років від Альтаїра), і його син Амінадорнельдо. Присутність дромміанців, які нагадують безволосих десятифутових видр із п’ятьма парами кінцівок і мають голос, висоту якого вище людського, нагадує Редеру про те, що він може використати для вирішення своєї проблеми з Фейгіном.
Люди побудували космічний батискаф, за допомогою якого вони мають намір спуститися на поверхню Тенебри, а потім повернутися до Віндеміатрікс. У Редера виникає ідея використати корабель для порятунку Фейгіна, використовуючи грайфери батискафа, щоб підняти робота, а потім полетіти, щоб Свіфт і його люди не могли його відстежити. Тоді він перенесе Ніка та його братів і сестер подалі, щоб уникнути неминучої помсти. На жаль для плану Редера, Амінадорнельдо та Ізі Річ, дванадцятирічна донька радника Річа, пішли оглянути батискаф. Поки двоє залишаються на борту корабля, батискаф зазнає аварії, яка відправляє його на траєкторію, яка змушує його приземлитися на Тенебру. Гірше того, хоча Амінадорнельдо виглядає як дорослий дромміанець, насправді йому чотири роки, а рівень розвитку — семирічний терранський хлопчик.
Батискаф благополучно приземляється на Тенебру, але рятувальна команда виявляє, що електролізери не працюють. Маючи на увазі використання атмосфери Тенебри як вихідної сировини, вони мали наповнити флотаційні камери батискафа воднем, щоб корабель піднявся в атмосферу достатньо високо, щоб запрацювали його ракетні двигуни, і, в цьому випадку, щоб його перехопив човник, який би стояти на тязі його двигунів, поки інженер закінчував з’єднувати схеми, які мали запускати ракети батискафа. У певному відчаї Редер вирішує попросити Ніка та його братів і сестер знайти батискаф, а потім, дотримуючись його вказівок, відремонтувати електролізери.
Склавши якомога більше своїх речей на маленький візок, який вони використовували для збирання дров, Нік та інші збирають свою худобу (яку вони називають англійським словом cattle) і вирушають у перший в історії Тенебри перегін худоби, прямуючи до узбережжя. Коли вони знайшли відносно безпечне місце та розбили табір, Нік повертається до печерного села, щоб врятувати Фейгіна, а інші збираються нанести на карту територію навколо свого табору. Використовуючи вогонь, щоб відволікти людей Свіфта, Нік злітає з Фейгіном і приєднується до своїх братів і сестер. Свіфт і його люди не відстають, але до початку битви Фейгін переконує обидві групи працювати разом, щоб знайти батискаф.
Як тільки тенебрити знайдуть батискаф, вони повинні якось відправити його високо в атмосферу. Замість того, щоб намагатися відремонтувати електролізери, вони використовують альтернативний план, розроблений Ізі. Вони ловлять плавучих, медузоподібних істот із жалючими щупальцями та заповненими воднем флотаційними мішками. Відрубавши щупальця істот, вони приносять їх до батискафа та видавлюють водень прямо в резервуари плавучості батискафа. Плавучості не бракує: незвичайний вітер, який дме вже багато днів, приносить у цей район все більше. Коли тенебрити наповнюють резервуари батискафа достатньою кількістю водню, корабель відривається від землі, а в іншій частині плану Ізі вітер несе корабель до його джерела, кальдери широкого й активного вулкана, чий гарячий висхідний потік несе батискаф до місця зустрічі з човником.

## Відгуки
Рецензент SF Impulse Том Бордман-молодший відзначив роман за його «вражаючий сюжет і тривалу напругу», зазначивши, що «неперевершена майстерність» Клемента перетворила просту історію на напружену.
Джеймс Ніколл написавши у 2017 році, зазначив, що «(м)сучасні читачі можуть бути вражені випадковим способом, яким Фейгін краде яйця та вирощує кладку безпорадних немовлят, щоб служити йому шпигунами», і похвалив вибір Клемента, щоб показати, що виховання тенебритів як людей, у повній ізоляції від культури тенебритів, матиме довготривалі негативні наслідки; він також високо оцінив егалітарний та несексуалізований опис багатія.